# Star Screen Award/Beste Regie
Der Star Screen Award Best Director ist eine Kategorie des indischen Filmpreises Star Screen Award.
Der Star Screen Award Best Director wird über eine weltweite Abstimmung gewählt und bei der Preisverleihung bekannt gegeben. Die Preisverleihung findet gewöhnlich jeden Januar statt.
Zu mehrfachen Gewinnern zählen Sanjay Leela Bhansali (3), Rakesh Roshan (2) und Ashutosh Gowariker (2). 
Liste der Gewinner:
| Jahr | Regisseur              | Film                        | Deutscher Titel                                       |
| ---- | ---------------------- | --------------------------- | ----------------------------------------------------- |
| 1995 | Sooraj R. Barjatya     | Hum Aapke Hain Koun...!     | —                                                     |
| 1996 | Aditya Chopra          | Dilwale Dulhania Le Jayenge | Wer zuerst kommt, kriegt die Braut Ashutosh Gowariker |
| 1997 | Dharmesh Darshan       | Raja Hindustani             | Raja Hindustani – Taxi ins Glück                      |
| 1998 | Jyoti Prakash Dutta    | Border                      | —                                                     |
| 1999 | Karan Johar            | Kuch Kuch Hota Hai          | Und ganz plötzlich ist es Liebe …                     |
| 2000 | Sanjay Leela Bhansali  | Hum Dil De Chuke Sanam      | Ich gab dir mein Herz, Geliebter                      |
| 2001 | Rakesh Roshan          | Kaho Naa... Pyaar Hai       | Liebe aus heiterem Himmel                             |
| 2002 | Ashutosh Gowariker     | Lagaan                      | Lagaan – Es war einmal in Indien                      |
| 2003 | Sanjay Leela Bhansali  | Devdas                      | Devdas – Flamme unserer Liebe                         |
| 2004 | Rakesh Roshan          | Koi... Mil Gaya             | Sternenkind – Koi Mil Gaya                            |
| 2005 | Kunal Kohli            | Hum Tum                     | Ich & Du – Verrückt vor Liebe                         |
| 2006 | Sanjay Leela Bhansali  | Black                       | —                                                     |
| 2007 | Rakesh Omprakash Mehra | Rang De Basanti             | Rang De Basanti – Die Farbe Safran                    |
| 2008 | Shimit Amin            | Chak De! India              | Chak De! India – Ein unschlagbares Team               |
| 2008 | Aamir Khan             | Taare Zameen Par            | Taare Zameen Par – Ein Stern auf Erden                |
| 2009 | Ashutosh Gowariker     | Jodhaa Akbar                | Jodhaa Akbar                                          |
| 2009 | Neeraj Pandey          | A Wednesday!                | —                                                     |
| 2010 | Rajkumar Hirani        | 3 Idiots                    | 3 Idiots                                              |
| 2011 | Vikramaditya Motwane   | Udaan                       | —                                                     |
| 2012 | Milan Luthria          | The Dirty Picture           | —                                                     |
| 2013 | Anurag Basu            | Barfi!                      | —                                                     |
| 2014 | Shoojit Sircar         | Madras Cafe                 | —                                                     |
| 2015 | Vikas Bahl             | Queen                       | —                                                     |
| 2016 | Kabir Khan             | Bajrangi Bhaijaan           | —                                                     |
| 2017 | Ram Madhvani           | Neerja                      | —                                                     |
| 2018 | Nitesh Tiwari          | Dangal                      | —                                                     |
| 2019 | Sriram Raghavan        | Andhadhun                   | —                                                     |
| 2020 | Zoya Akhtar            | Gully Boy                   | —                                                     |